# Jahr der Bibel

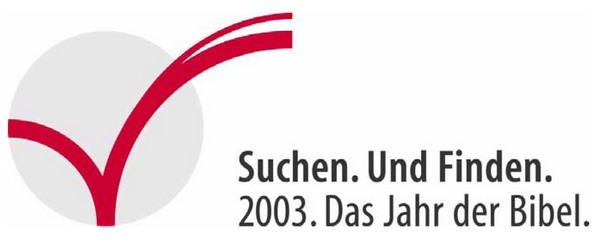
Logo der Aktion

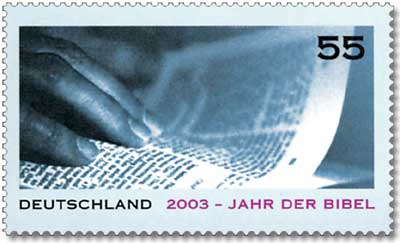
Jahr der Bibel: deutsche Briefmarke von 2003

Die Aktion „2003. Das Jahr der Bibel.“ war eine Initiative aller Kirchen, die in der Arbeitsgemeinschaft Christlicher Kirchen in Deutschland zusammengeschlossen sind, sowie von christlichen Werken und Verbänden.
Eines der Ziele der Aktion war, die Bibel öffentlich ins Gespräch zu bringen. Es wurde versucht, ' dazu in unserer Mediengesellschaft u. a. die Kooperation mit Rundfunk- und Fernsehanstalten zu suchen, damit das Thema „Bibel“ bei möglichst vielen Zuschauern und Zuhörern „ankommt“'.
Die Eröffnungsfeier zum Jahr der Bibel wurde von der ARD am 1. Januar 2003 von 12.15 bis 13.00 Uhr live aus dem neuen Lesesaal der Universitätsbibliothek Dresden übertragen.
Nach Auflösung des Projektbüros „2003. Das Jahr der Bibel.“ wird die Arbeit von der Deutschen Bibelgesellschaft und dem Katholischen Bibelwerk fortgeführt.

## Jahr der Bibel 1983 in den USA
In den Vereinigten Staaten wurde 1983 als das nationale Year of the Bible von Präsident Ronald Reagan durch Proclamation 5018 am 3. Februar 1983 bekanntgegeben. Grundlage war das Public Law 97-280 (Senate Joint Resolution 165, 96 Stat. 1211), welches vom Kongress am 4. Oktober 1982 bewilligt wurde.
Das Gesetz besagte, dass die Bibel „einen einzigartigen Beitrag geleistet hat, um die Vereinigten Staaten zu einem unverwechselbaren Volk und einer gesegneten Nation zu machen“. Dabei wurde Präsident Jackson zitiert: Die Bibel ist „der Felsen, auf dem unsere Republik ruht“.